# Великий Ходачків
Вели́кий Хода́чків — село в Україні, у Підгороднянській сільській громаді Тернопільського району Тернопільської області. Адміністративний центр колишньої Великоходачківської сільської ради (до 2020 року). До села приєднано хутори Колисандрівка, Колійова і Хатки. Розташоване неподалік річки Рудка. Через село пролягає залізниця Тернопіль — Рогатин. Населення — 1 394 особи (2003).
Назва "Ходачків" походить від старослов'янського слова "хода", що означає "похід" або "шлях". Це може вказувати на те, що територія села була важливим пунктом на торгових або військових шляхах у минулому.

## Історія
Перша писемна згадка — 1758 року. В окремих довідниках межі ХІХ — ХХ століть згадується як містечко в Тернопільському повіті[джерело?].
У ХІХ ст. громада Великого Ходачкова користувалася власною печаткою зі складним зображенням: у полі печатки — хата, біля якої стоять селянин з палицею та вояк, озброєний рушницею. Печатка, ймовірно, відтворює переказ про заснування поселення на місці корчми, розташованої на роздоріжжі (цей переказ, між іншим, наведено у відомій праці Анджея Куропатницького «Географія Галичини» 1786 р.).
Станом на 1897 р. власником Великого Ходачкова був дідич Генрик Шеліський. Населення містечка[джерело?] становило 2130 мешканців. Діяла читальня українського товариства «Просвіта», а також поштове відділення.
15 квітня 1944 року нацисти вбили 365 мирних жителів, майже повністю спалили село, з 710 хат уціліло близько 30.
У 1944—1946 роках із Польщі переселено у Великий Ходачків 210 українських сімей.
12 червня 2020 року, відповідно до розпорядження Кабінету Міністрів України № 724-р «Про визначення адміністративних центрів та затвердження територій територіальних громад Тернопільської області» увійшло до складу  Підгороднянської сільської громади.
19 липня 2020 року, в результаті адміністративно-територіальної реформи та ліквідації Козівського району, село увійшло до складу новоутвореного Тернопільського району.

## Населення
Згідно з переписом УРСР 1989 року чисельність наявного населення села становила 1302 особи, з яких 599 чоловіків та 703 жінки.
За переписом населення України 2001 року в селі мешкало 1367 осіб.

### Мова
Місцева говірка належить до наддністрянського говору південно-західного наріччя української мови.
Розподіл населення за рідною мовою за даними перепису 2001 року:
| Мова       | Кількість | Відсоток |
| ---------- | --------- | -------- |
| українська | 1388      | 99.71%   |
| російська  | 3         | 0.22%    |
| білоруська | 1         | 0.07%    |
| Усього     | 1392      | 100%     |

## Пам'ятки і пам'ятники

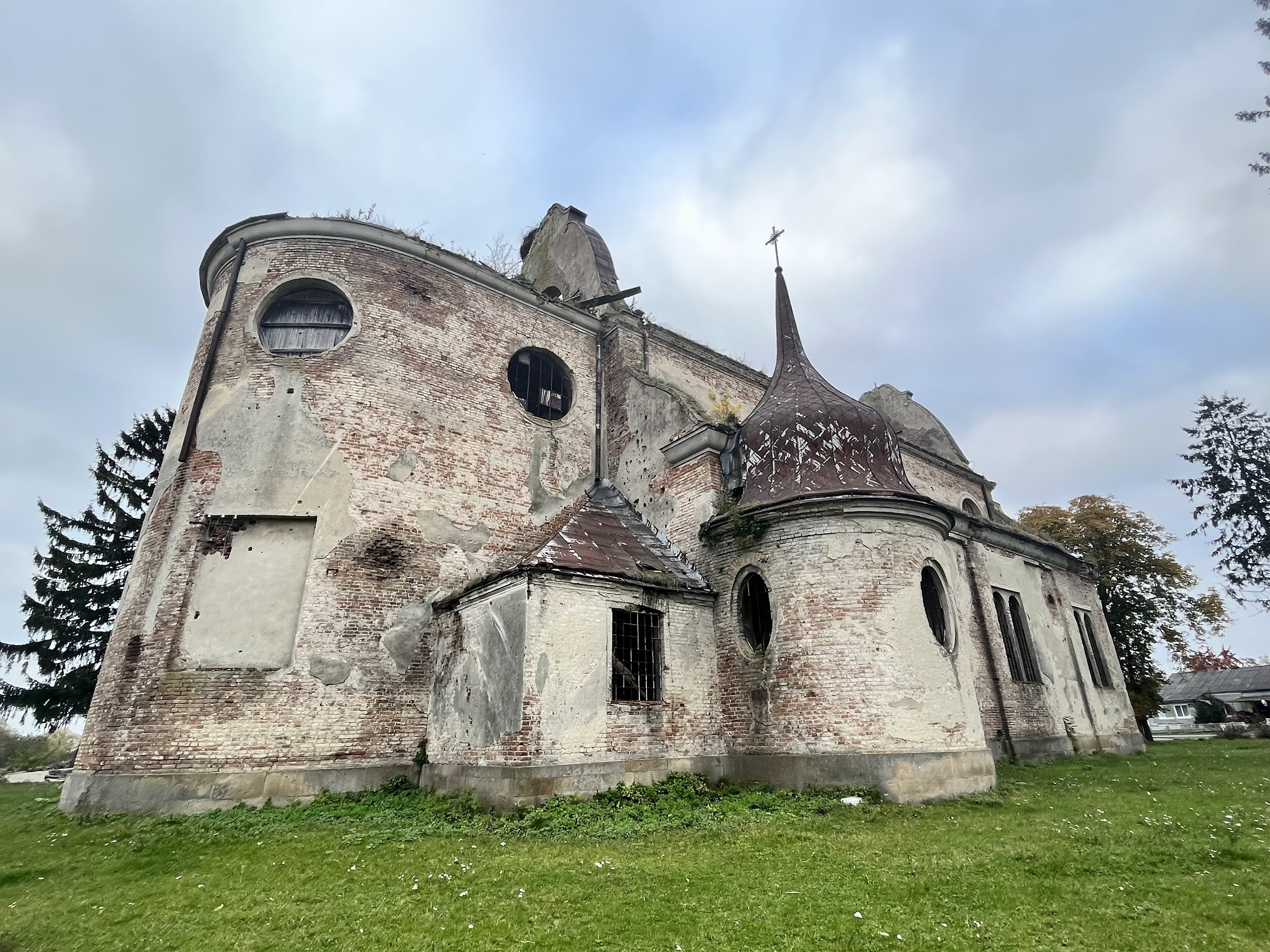
Костел Матері Божої Утішительки і святого Йосифа Улюбленця

- церква Покрови Пресвятої Богородиці (1888; мурована)
- костел Матері Божої Утішительки і святого Йосифа Улюбленця (1880)
- пам'ятник о. Тимотеєві Бордуляку (1991; скульптор Роман Вільгушинський; архітектор Б. Гаврилюк)
- Відкривається Кімната-музей Т. Бордуляка
- могила з пам'ятником (білий мармур) письменника отця Тимотея Бордуляка
- пам'ятник Героям Небесної Сотні
- братська могила жертвам нацистського злочину 15 квітня 1944
- погруддя Героя Радянського Союзу В. Чалдаєва (1980) - демонтовано.
- меморіальна дошка з барельєфом (1988; скульптор М. Невеселий).

## Соціальна сфера
Діють загальноосвітня школа І-ІІІ ступеня, клуб, бібліотека, ФАП, відділення зв'язку, «Будмонтажмеханізація», СМПК-2.
Є кімната-музей Тимотея Бордуляка.

## Відомі люди

### Народилися
- єпископ Єронім Стройновський (1752—1815) — правознавець, економіст, державний і релігійний діяч, віленський латинський єпископ  (1814—1815), ректор Віленського університету[8].
- інженери І. Баюс, С. Кріль, Д. Старущак,
- винахідник-раціоналізатор І. Гавришко,
- полковник І. Гавришко,
- кандидат економічних наук М. Хопчан.

Проживав (1905—1936), помер та похований письменник о. Тимотей Бордуляк.

## Галерея

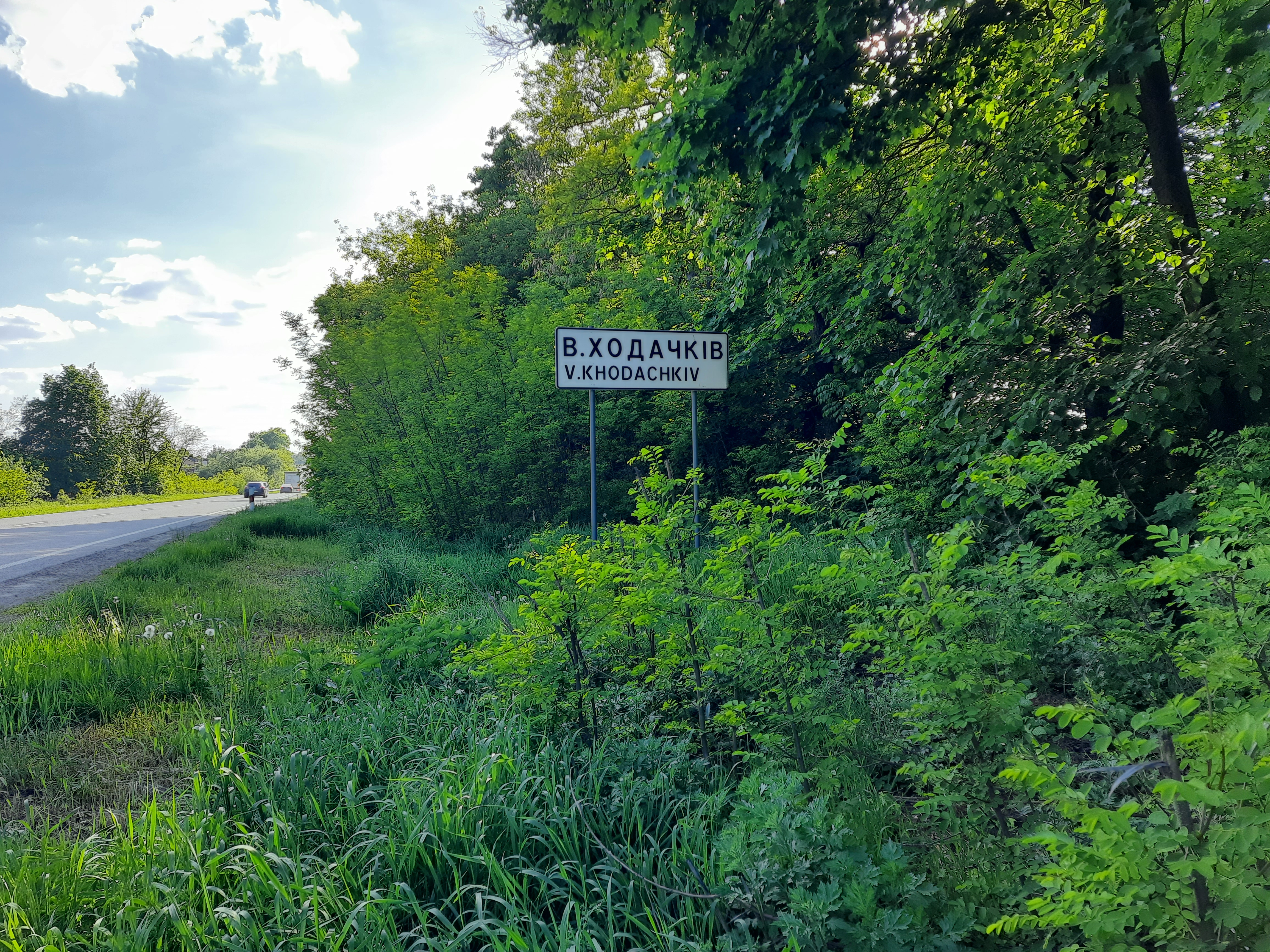
Дорожній знак при в'їзді в село
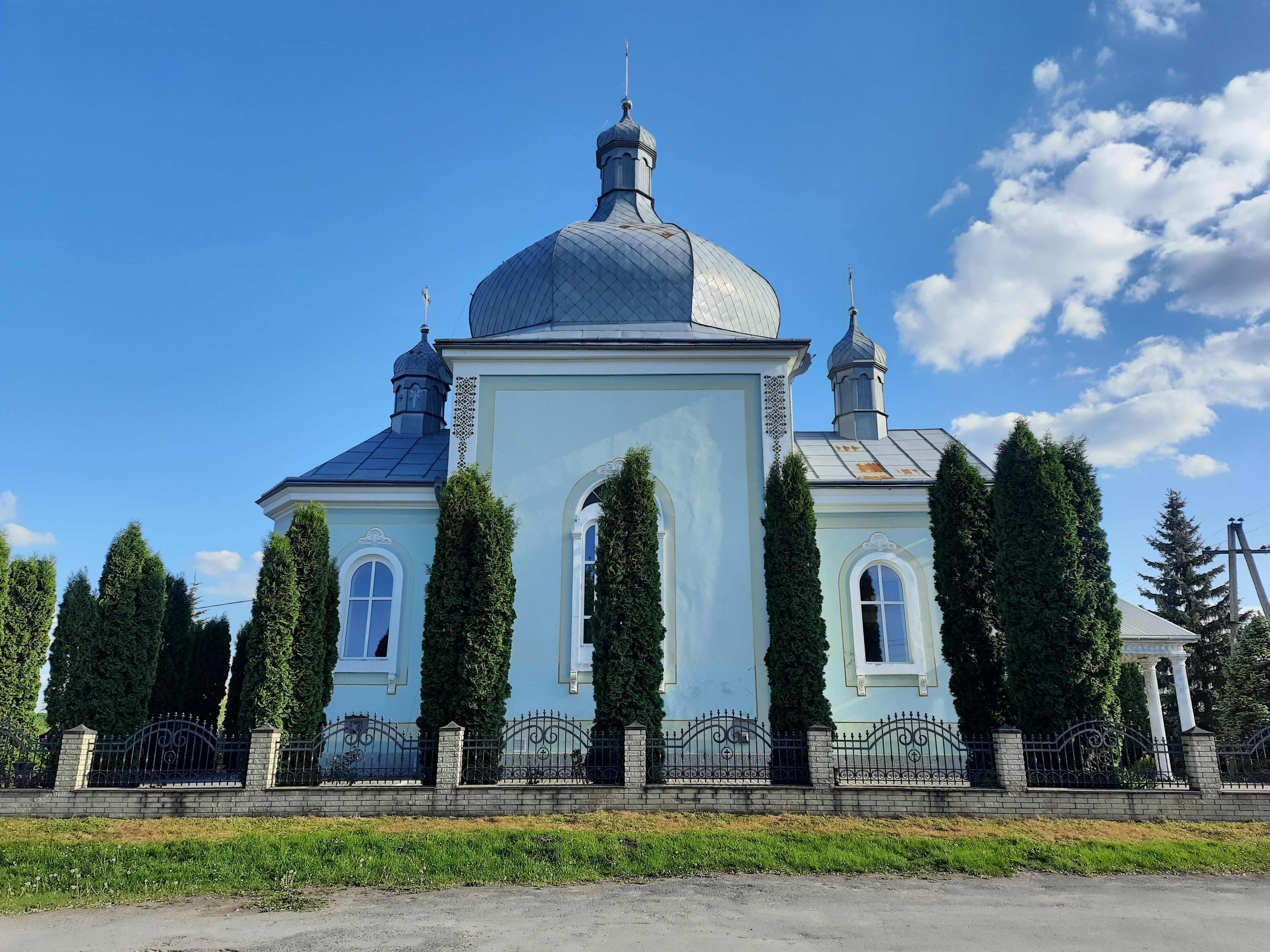
Церква Покрови Пресвятої Богородиці
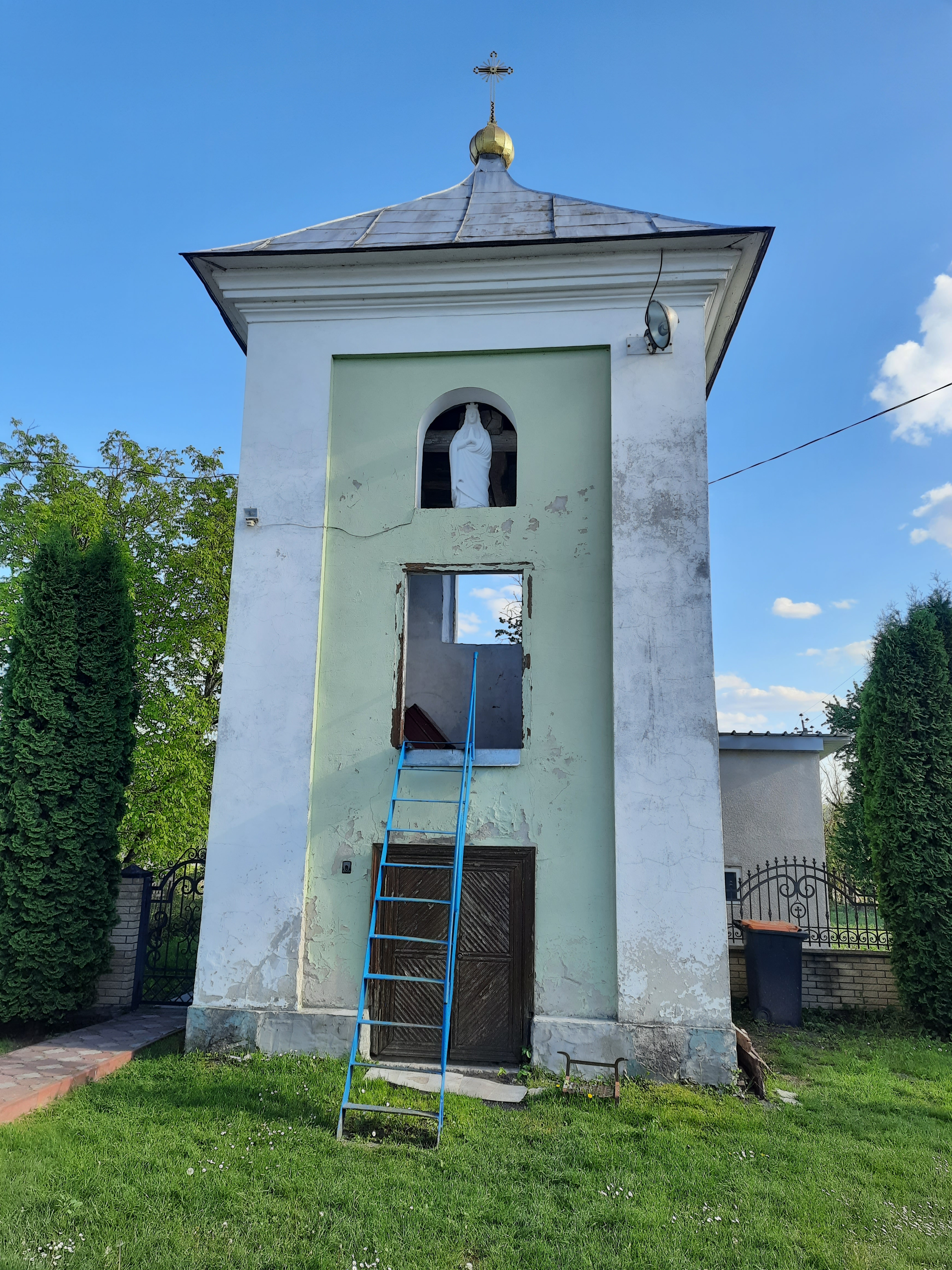
Дзвіниця церкви Покрови Пресвятої Богородиці
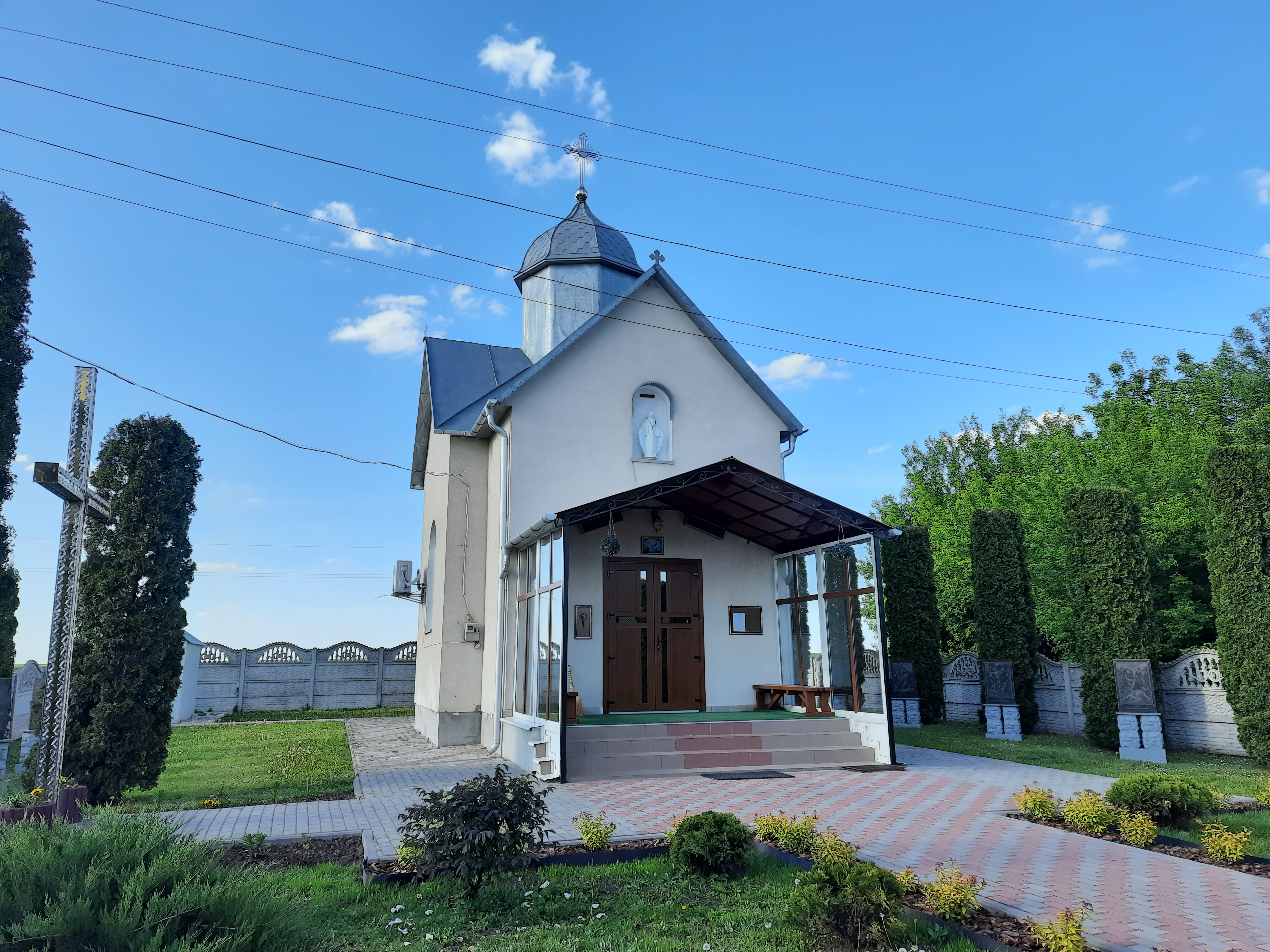
Нова церква
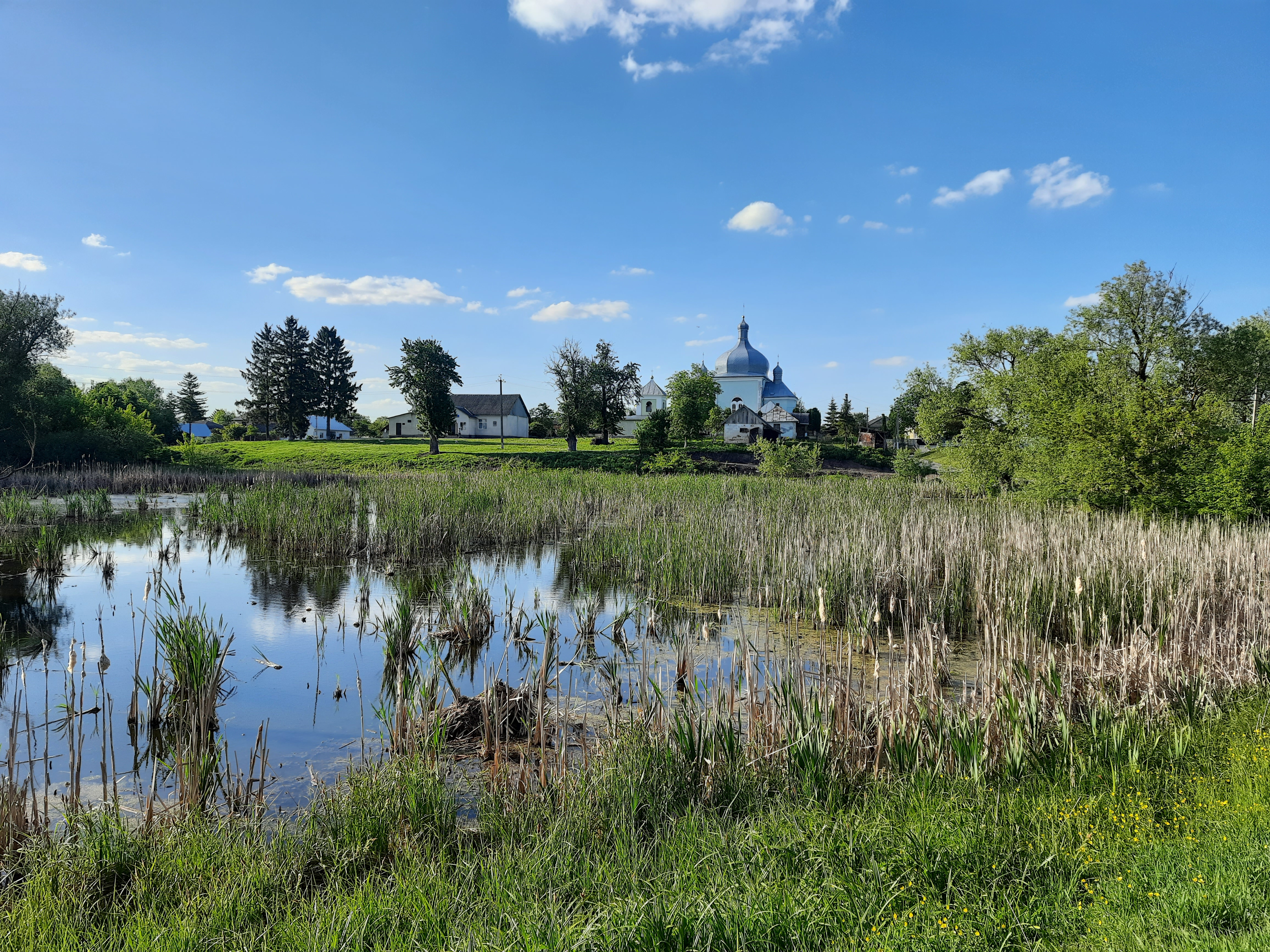
Сільський пейзаж
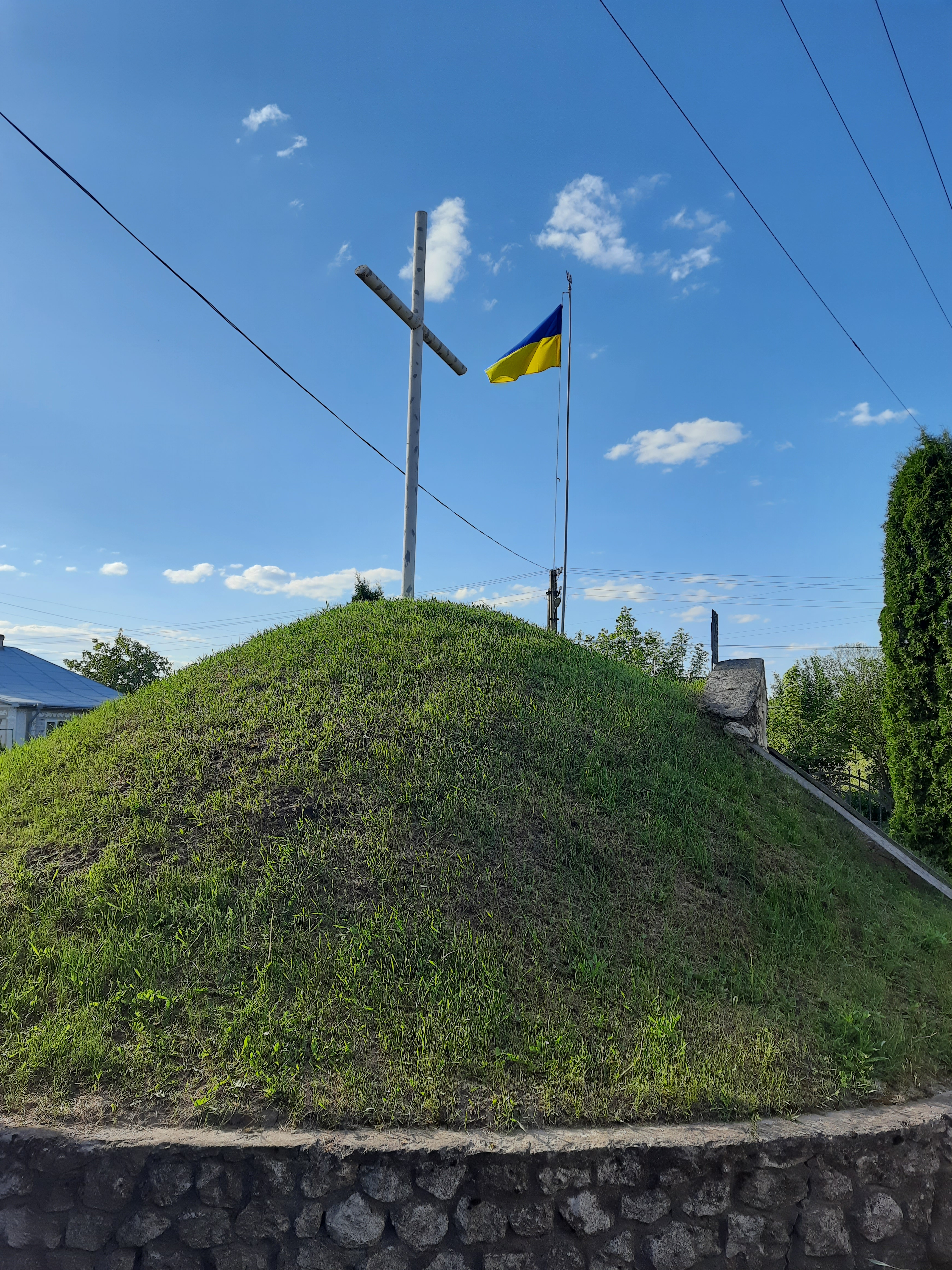
Символічна могила Борцям за волю України
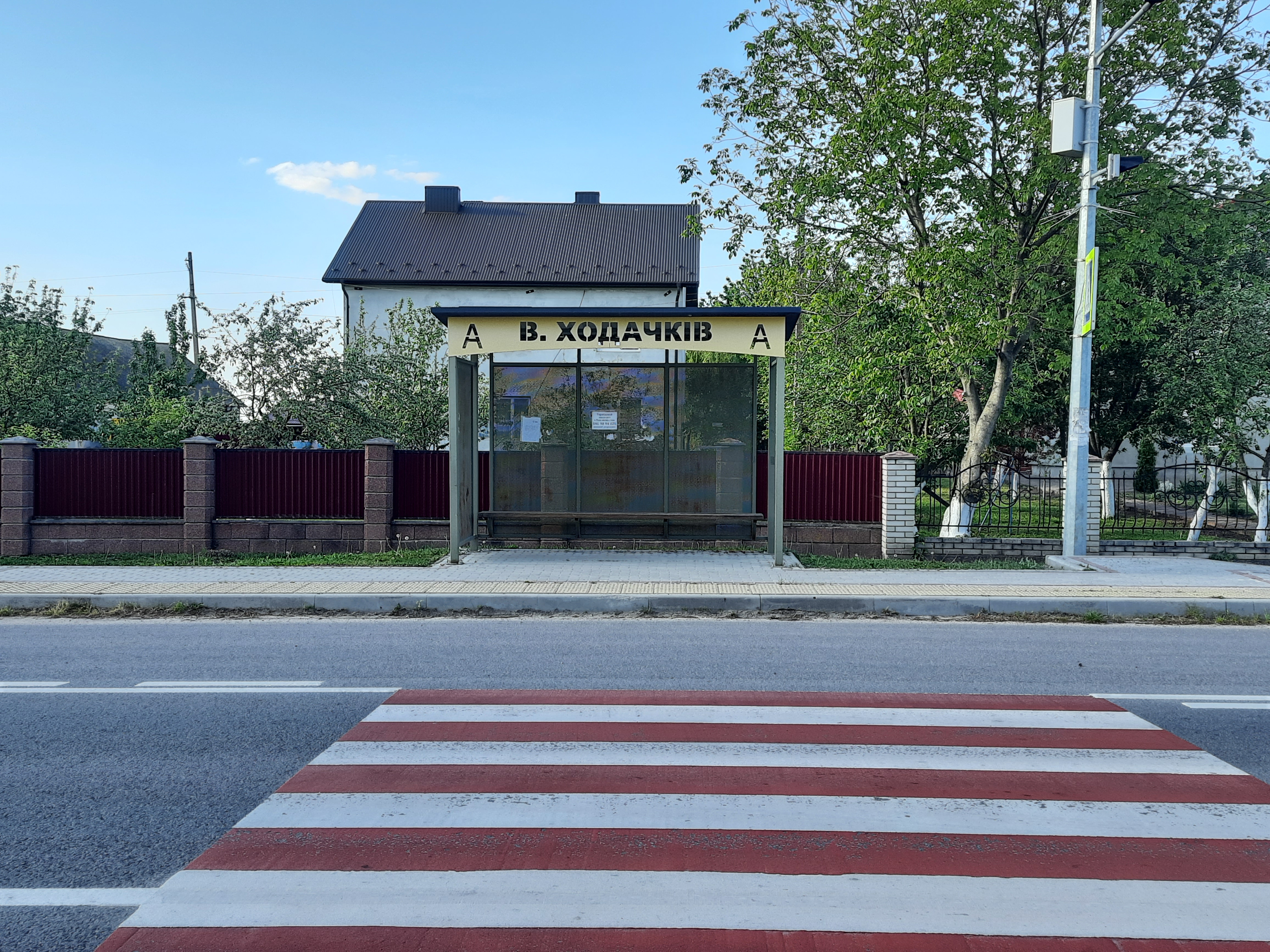
Автобусна зупинка
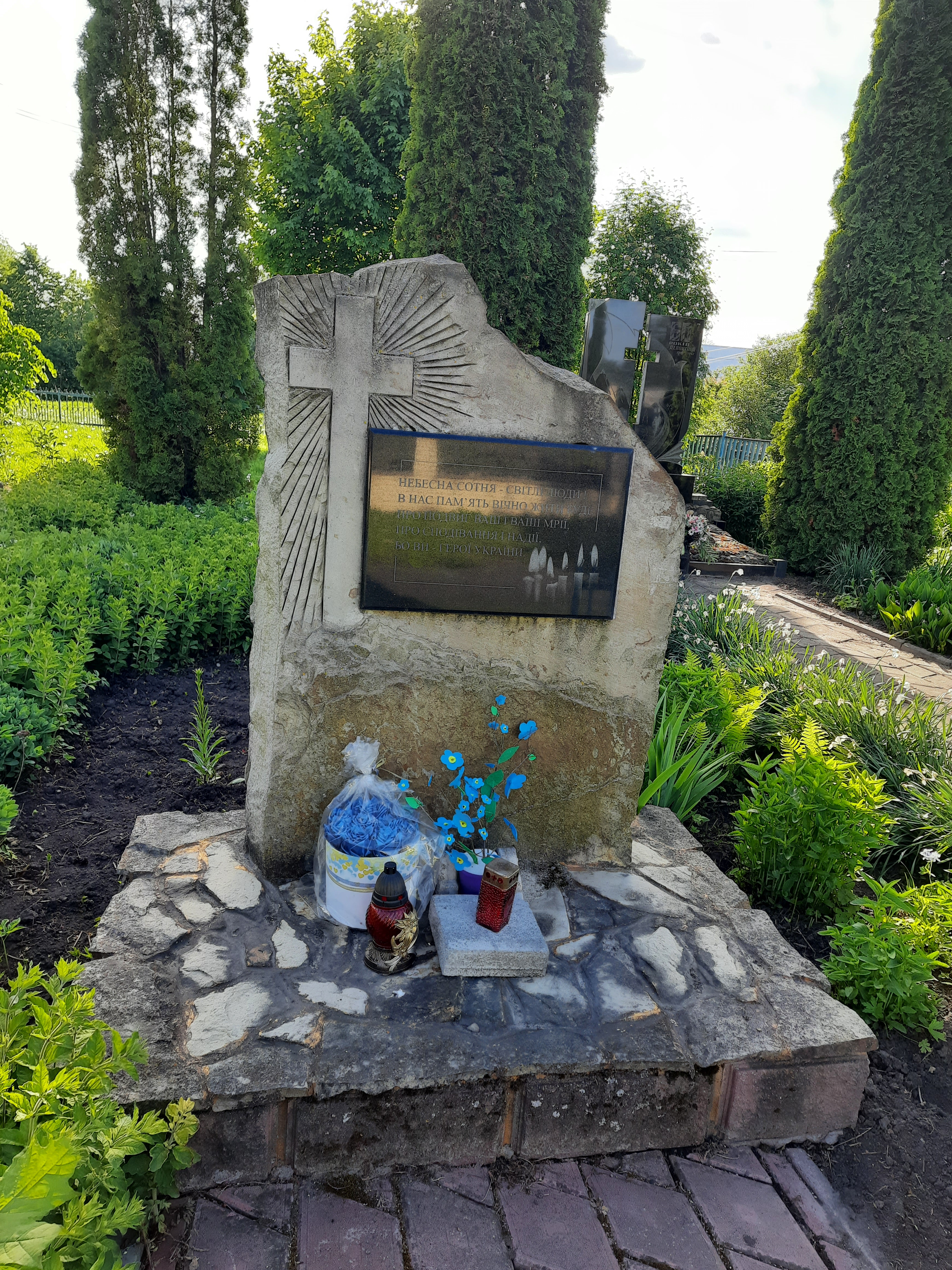
Пам'ятний знак в честь Небесної сотні